# Брейкстеп
Брейкстеп (англ. breakstep) — разновидность гэриджа с сильно выраженным влиянием брейкбита. Ранее использовался термин брейкбит-гэридж (breakbeat garage), но сегодня стиль наиболее известен именно как брейкстеп.
Брейкстеп эволюционировал из тустеп-гэриджа, постепенно отдаляясь от его мелодичных и вокальных элементов в сторону «мрачных» драм-н-бейсовых бас-линий, и от разреженных битов к более экспрессивному и насыщенному брейкбиту.
Моментом «прорыва» брейкстепа принято считать релиз 1999 года от DJ Deekline — I Don't Smoke, который в 2000 году сумел пробиться в британский Top 40. Подхватив новую музыкальную волну, DJ Zinc экспериментирует с драм-н-бейсом на скорости гэриджа (138 ударов в минуту), в результате чего в свет вышел хит 138 Trek. Также свой вклад сделали такие брейкс-музыканты, как DJ Quest и Ed209.
Своё второе дыхание брейкстеп открыл на волне популярности дабстепа, так как оба этих жанра всегда развивались бок о бок, звуча на  культовых лондонских вечеринках Forward>>. Именно там выступали Zed Bias и Oris Jay (он же Darqwan) — продюсеры, которые окончательно сформировали звучание стиля и которые «заразили» им новое поколение музыкантов и диджеев, таких как: Search & Destroy, Quiet Storm, Elemental, Toasty Boy, Distance, Marlow, Reza, Blackmass Plastics, Warlock и других деятелей сцены, которые часто ассоциируются с лейблами Destructive Recordings и Storming Productions. Показательны в отношении стиля первые пластинки, выходившие на лейбле Bingo Beats.